# 加里湖 (奧波奇卡區)
56°31′53″N 28°21′36″E / 56.53139°N 28.36000°E
加里湖（俄语：Гарь），是俄羅斯的湖泊，位於該國西北部，由普斯科夫州負責管轄，處於奧波奇卡區，面積1.2平方公里，集水區面積26平方公里，平均水深2.5米，最大水深4米。